# Comitatul Autauga, Alabama
Comitatul Autauga, conform originalului din limba engleză, Autauga County (cod FIPS 01 - 001), este unul din cele 67 de comitate ale statului Alabama, Statele Unite ale Americii. Conform recensământului Statelor Unite Census 2000, efectuat de United States Census Bureau, populația totală era de 43.671 de locuitori. Sediul comitatului este orașul Prattville. GR6.
Comitatul Autauga face parte din zona numită Montgomery Metropolitan Statistical Area (în română Zona metropolitană statistică Montgomery).

## Demografie
|  | Graficele sunt indisponibile din cauza unor probleme tehnice. Mai multe informații se găsesc la Phabricator și la wiki-ul MediaWiki. |

Date: Wikidata - grafică realizată de Wikipedia